# 全像武器照準器

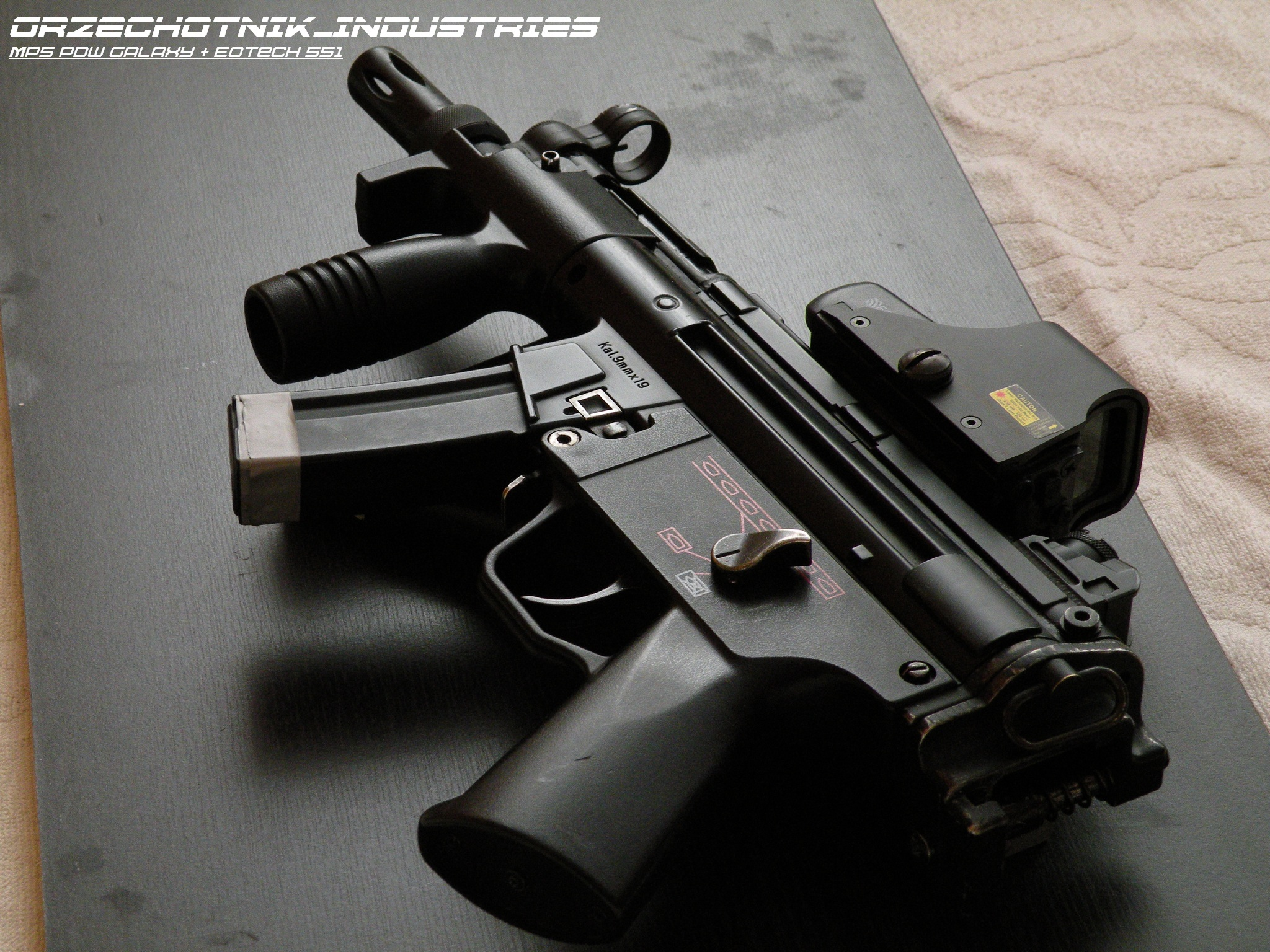
全像武器照準鏡裝在Heckler & Koch MP5K PDW.

全像武器照準器（英語：Holographic weapon sight）或稱作全像繞射照準器（英語：Holographic diffraction sight）是一種無放大效果的槍械照準器，讓使用者可以透過玻璃光學觀測窗來看見標線疊加在視野上。全像標線是透過雷射二極體的發射的雷射光來產生。
第一個全像照準器是在1998年由EOTech与博士能合作製造，叫做Bushnell Holosight。之后EOTech一直保持其全息瞄具的獨家地位，直至Vortex於2017年推出UH-1 AMG作競爭為止。

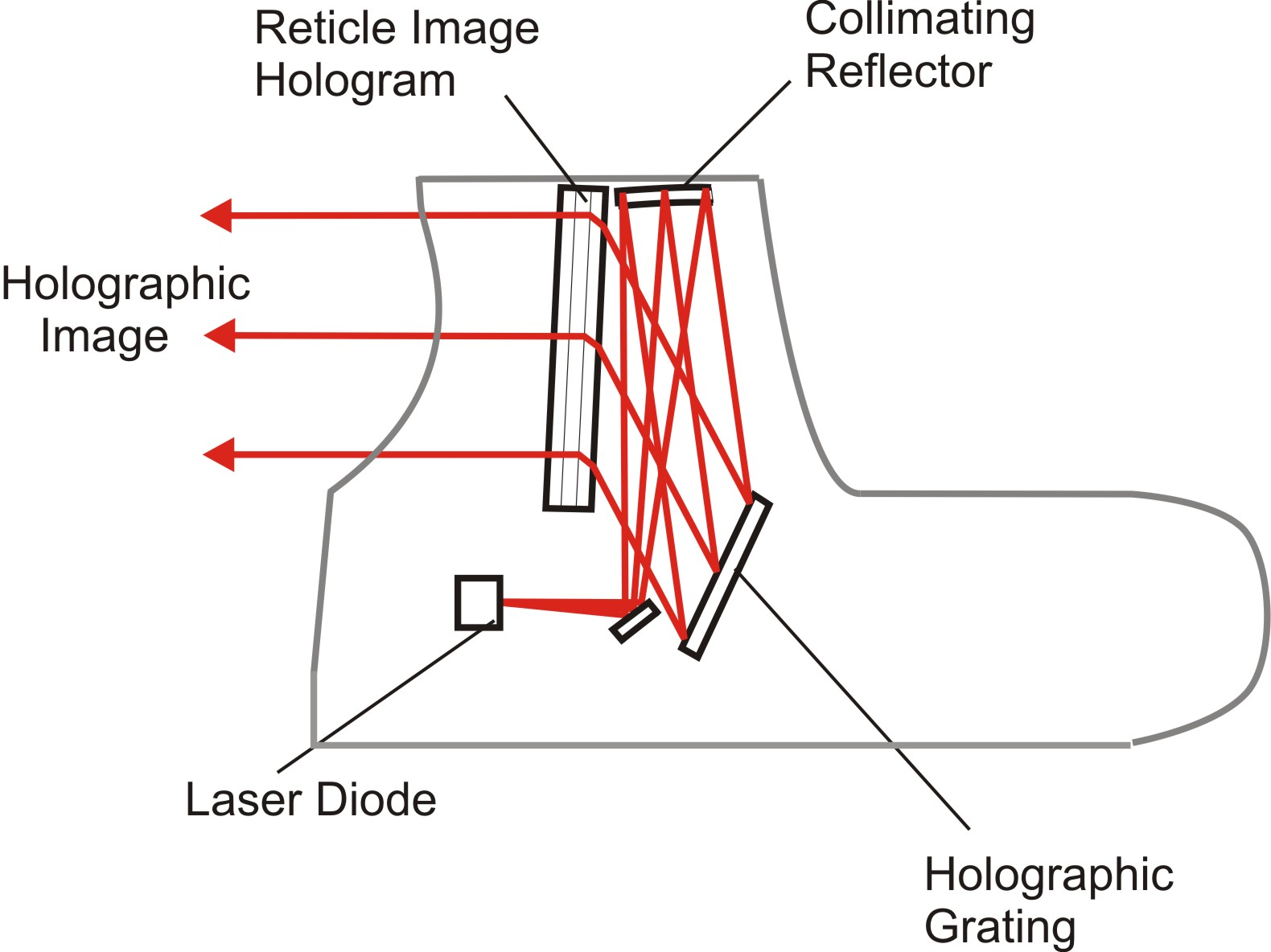
EOTech全像照準器的內部光徑。

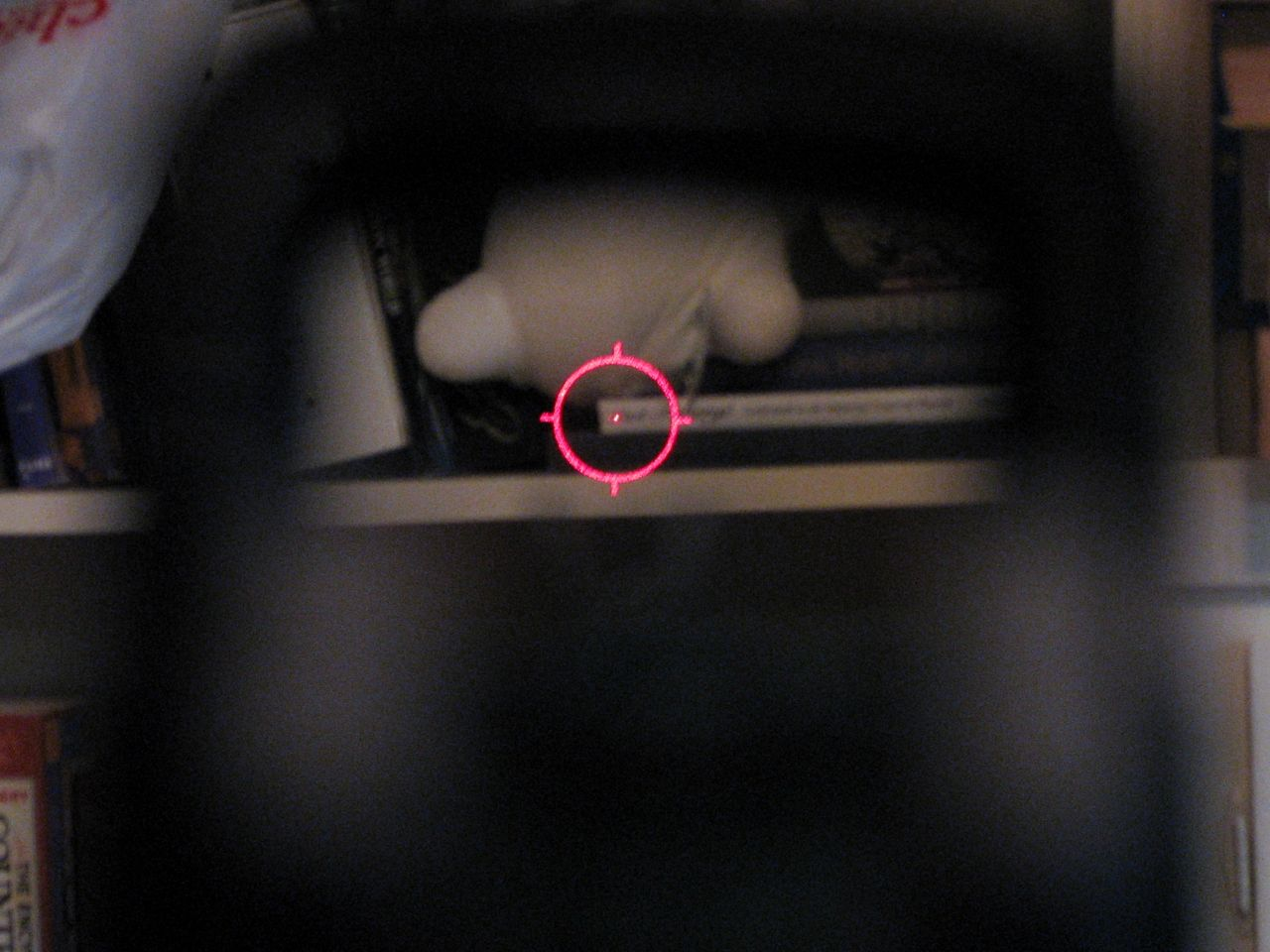
透過EOTech 512全像武器照準器看東西。

## 外部連結
- Red Dot Sights / Reflex Sights & Holosights Explained -Electronic Sights; A look at why they exist, how they work, and how you use them. （页面存档备份，存于）